# El viento se llevó lo que
 El viento se llevó lo que es una película coproducción de Argentina, Países Bajos, Francia y España filmada en colores dirigida por Alejandro Agresti sobre su propio guion que se estrenó el 15 de abril de 1999 y que tuvo como actores principales a Vera Fogwill, Ángela Molina,  Fabián Vena y Ulises Dumont.

## Sinopsis
Una joven taxista cansada de Buenos Aires viaja con su coche hasta la Patagonia y llega a un pueblo aislado cuyos habitantes sólo tienen  contacto con el exterior a través de viejas películas proyectadas con los rollos mezclados, y un día también llega al lugar un viejo actor que es el astro favorito en dichos filmes.

## Reparto
- Vera Fogwill …Soledad
- Ángela Molina …María
- Fabián Vena …Pedro
- Jean Rochefort …Edgard Wexley
- Ulises Dumont …Antonio
- Carlos Roffe
- Sergio Poves Campos
- Mario Paolucci
- Pascual Condito …Guardia de tren

## Premios y nominaciones
Asociación de Cronistas Cinematográficos de la Argentina, Premios Cóndor 2000
- Vera Fogwill nominada al Premio a la Mejor Actriz.

Festival Internacional de Cine de Chicago, 1998
- Alejandro Agresti ganador del Premio Especial del Jurado Hugo de Plata

Festival de Cine de La Habana, 1998
- Alejandro Agresti ganador del Premio al Mejor Guion.
- Ulises Dumont, ganador del Premio al Mejor Actor de Reparto
- Alejandro Agresti, ganador del Segundo Premio  Gran Coral

Festival Internacional de Cine de Estambul, 1999
- Alejandro Agresti, ganador del Premio Tulipán de Oro.

Festival Internacional de Cine de San Sebastián, 1998
- Alejandro Agresti, ganador del Premio Concha de Oro.

## Comentarios
Leonardo M. D’Espósito en El Amante del Cine  opinó:

«Vemos en pantalla el borrador de lo que podría ser una buena película, pero ya nunca lo será porque el espectáculo ante nuestros ojos es definitvo.»

Adolfo C. Martínez en La Nación opinó:

«Agrest, permanentemente transgresor, mueve a sus personajes entre el sueño y la realidad, les permite tejer y destejer sus propias penas y alegrías y les da margen para que se inserten en la trama en medio de una especie de caos que hace peligrar la aceptación por parte del espectador de los conflictos planteados.»

Fernando M. Peña en Rolling Stone dijo:

« …un momento de emoción pura, genuina, de esa que el cine argentino no suele tener.»

José Enrique Montero en Dirigido de Barcelona dijo:

«Reúne lo peor de las películas corales de José Luis Cuerda ( Amanece, que no es poco, Así en el cielo como en la tierra ) con la gazmoña sensiblera del peor Garci.»

Manrupe y Portela escriben:

«Fallida, bilingüe, por momentos más pensada para la exportación que para otra cosa y con un Agresti preso de su estilo, sin embargo transmite más calidez que en otros filmes. Y es el mayor testimonio del amor del director por el cine en general y el cine argentino en particular (la cabina incluye citas a Schlieper y Viñoly Barreto.»